# رافاييل دوس سانتوس دي أوليفيرا
رافاييل دوس سانتوس دي أوليفيرا (30 يونيو 1987 في أوساسكو في البرازيل – )؛ هو لاعب كرة قدم سابق كان يلعب كمهاجم.

## وصلات خارجية
- رافاييل دوس سانتوس دي أوليفيرا على موقع الاتحاد الدولي (مؤرشف)  (الإنجليزية)
- رافاييل دوس سانتوس دي أوليفيرا على موقع رابطة كرة القدم اليابانية للمحترفين (اليابانية)
- رافاييل دوس سانتوس دي أوليفيرا على موقع دوري كوريا الجنوبية (الإنجليزية)
- رافاييل دوس سانتوس دي أوليفيرا على موقع قاعدة بيانات كرة القدم.إي يو (الإنجليزية)
- رافاييل دوس سانتوس دي أوليفيرا على موقع Soccerway.com (الإنجليزية)
- رافاييل دوس سانتوس دي أوليفيرا على موقع عالم كرة القدم.نت (الإنجليزية)